# Международный аэропорт имени Хорхе Вильстерманна
Международный аэропорт им. Хорхе Вильстерманна (исп. Aeropuerto Internacional Jorge Wilstermann; ИАТА: CBB, ИКАО: SLCB) — высокогорный международный аэропорт, который обслуживает боливийский город Кочабамба. Аэропорт получил своё название в честь Хорхе Вильстерманна, первого коммерческого авиапилота в Боливии. Аэропорт является базовым для авиакомпании Boliviana de Aviación.
Рядом со взлётными полосами расположена установка VOR-DME (идентификатор CBA); на въезде в аэропорт расположен приводный радиомаяк (идентификатор CBB). На всех взлётных полосах есть системы индикации пути точного захода на посадку (PAPI). У взлётных полос 14, 22 и 32 присутствуют смещённые пороги, которые снижают используемую длину ВПП. Также, ВПП 14/32 имеет курсо-глиссадную систему. На территории аэропорта расположено несколько ангаров. Город Кочабамба расположен в горах Кордильера-Реаль, и на всей территории аэропорта присутствует горный ландшафт.

## Операторы
1 марта 1997 года, правительство Боливии подписало контракт с компанией Airport Group International на 25 лет на управление аэропортом Эль-Альто в Ла-Пасе, аэропортом имени Хорхе Вильстерманна в Кочабамбе, и аэропортом Виру-Виру в Санта-Крус-де-ла-Сьерра. Для управления концессией было создано общество с ограниченной ответственностью «Servicios de Aeropuertos Bolivianos». В 1999 году Airport Group International выкупила компания TBI, а в 2004 году испанская компания Abertis выкупила TBI. Abertis управляла аэропортом до 2013 года, когда правительство приказало национализивать SABSA. С тех пор, аэропортом управляет национализированная «Servicios de Aeropuertos Bolivianos».

## Использование
Аэропорт используется как и гражданскими, так и военными. Свои услуги предлагают авиакомпании Amas Bolivia, Boliviana de Aviación и EcoJet. Из аэропорта можно добраться до аэропорта Эль-Альто в Ла-Пасе и аэропорта Виру-Виру в Санта-Крус-де-ла-Сьерра. Международные перелёты осуществляются в аэропорт Эсейса в Буэнос-Айресе; аэропорт Гуарульюс в Сан-Паулу; а также существуют сезонные перелёты в аэропорт Барахас в Мадриде, единственный европейский маршрут.
Военно-воздушные силы Боливии используют аэропорт как место хранения и транспортную базу.
| Авиакомпания          | Точки назначения                                                                                                   |
| --------------------- | --- |
| Amaszonas             | Санта-Крус-де-ла-Сьерра, Сукре                                                                                     |
| Boliviana de Aviación | Буэнос-Айрес, Чиморе, Кобиха, Ла-Пас, Потоси, Санта-Крус-де-ла-Сьерра, Сан-Паулу, Сукре, Тариха, Мадрид (сезонный) |
| EcoJet                | Кобиха, Гуайарамерин, Риберальта, Сукре, Тариха, Тринидад                                                          |

## Инциденты
- 5 февраля 1960 года, Douglas DC-4 авиакомпании Lloyd Aéreo Boliviano с регистрационным номером CP-609, незадолго после взлета разбился в лагуне в 15 км к югу от точки вылета. Согласно отчетам, авиакатастрофа произошла из-за возгорания в двигателе самолёта. Все 59 человек на борту погибли, среди них было 4 члена экипажа и 55 пассажиров[5].